# Bank Przemysłowców Polskich
Bank Przemysłowców Polskich − bank powstały w listopadzie 1920 na bazie założonej w 1870 Kasy Pożyczkowej Przemysłowców Warszawskich, jako spółka akcyjna z siedzibą w Warszawie i oddziałem w Wierzbniku. Kapitał założycielski wynosił 30 mln marek polskich. 
Dyrektorem banku był Artur Ferencowicz.
W 1928 z bankiem połączył się Bank Kredytu Hipotecznego.

## Siedziba
W latach 1921–1927 siedziba mieściła się przy ul. Zgody 7.